# Kryzys sejmowy w Polsce

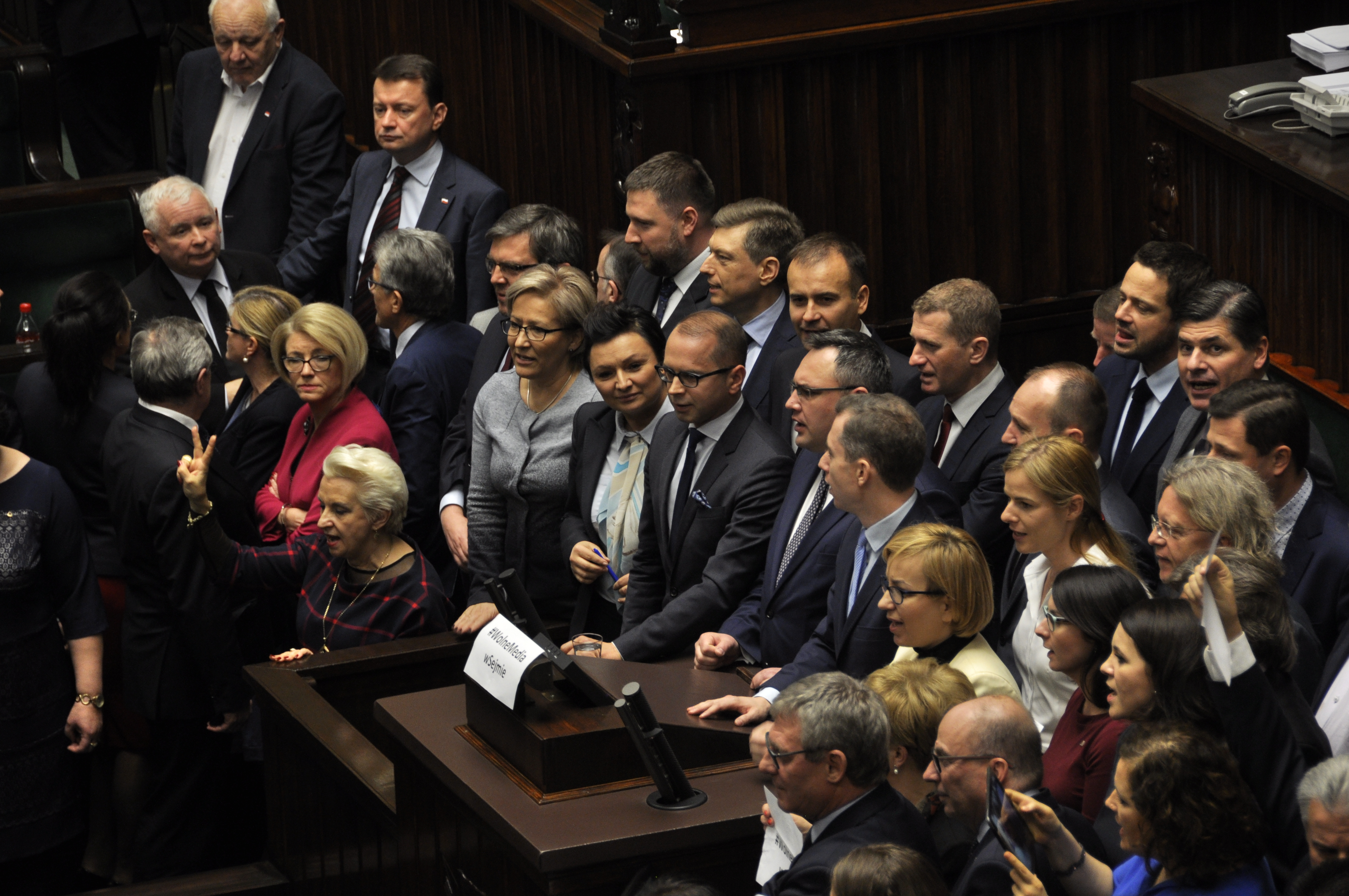
Blokada mównicy w Sali Posiedzeń Sejmu, w centrum widoczny Michał Szczerba, po lewej prezes Prawa i Sprawiedliwości Jarosław Kaczyński, 16 grudnia 2016

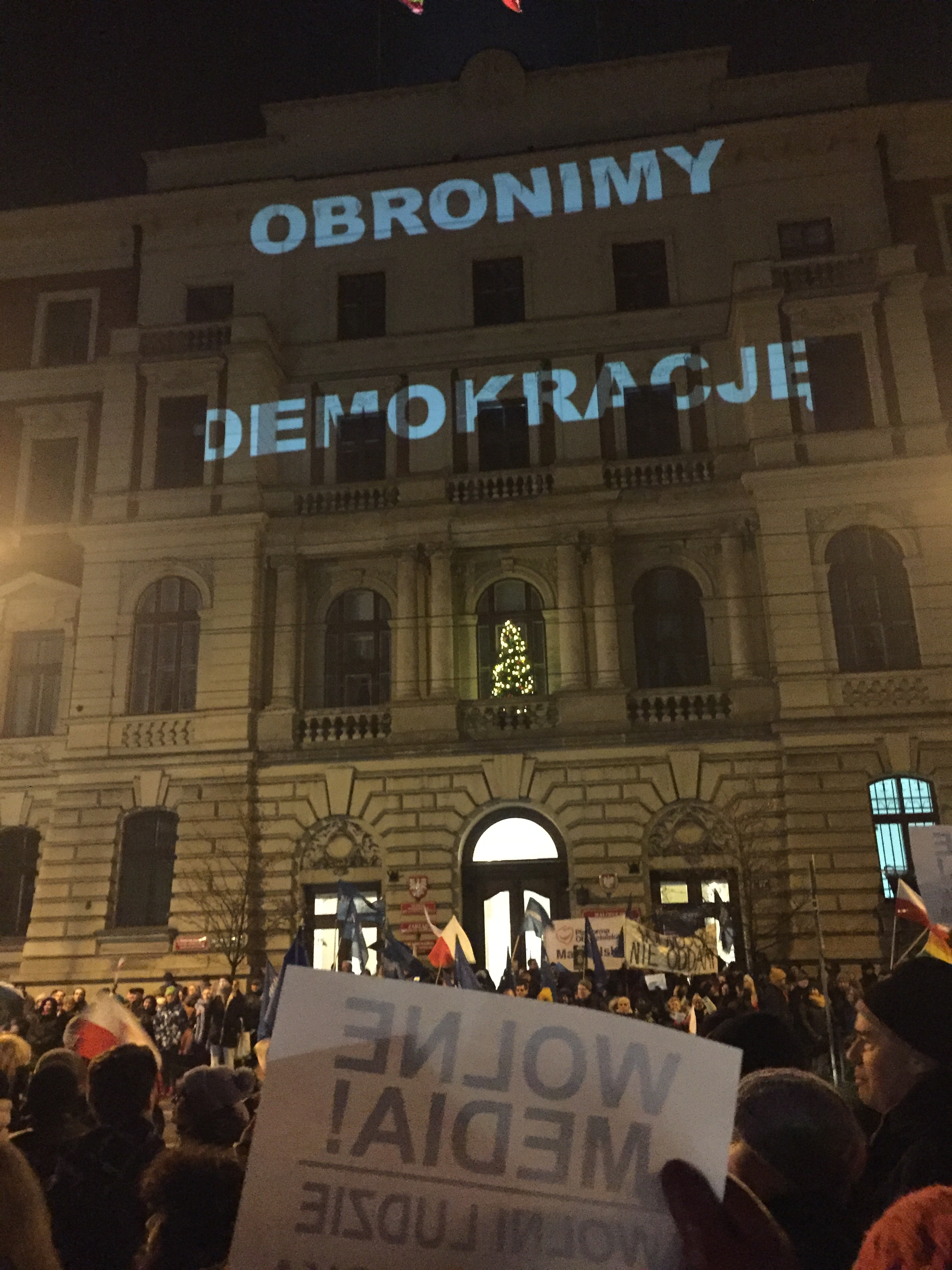
Demonstracja w obronie wolności mediów przed Urzędem Wojewódzkim w Krakowie, 16 grudnia 2016

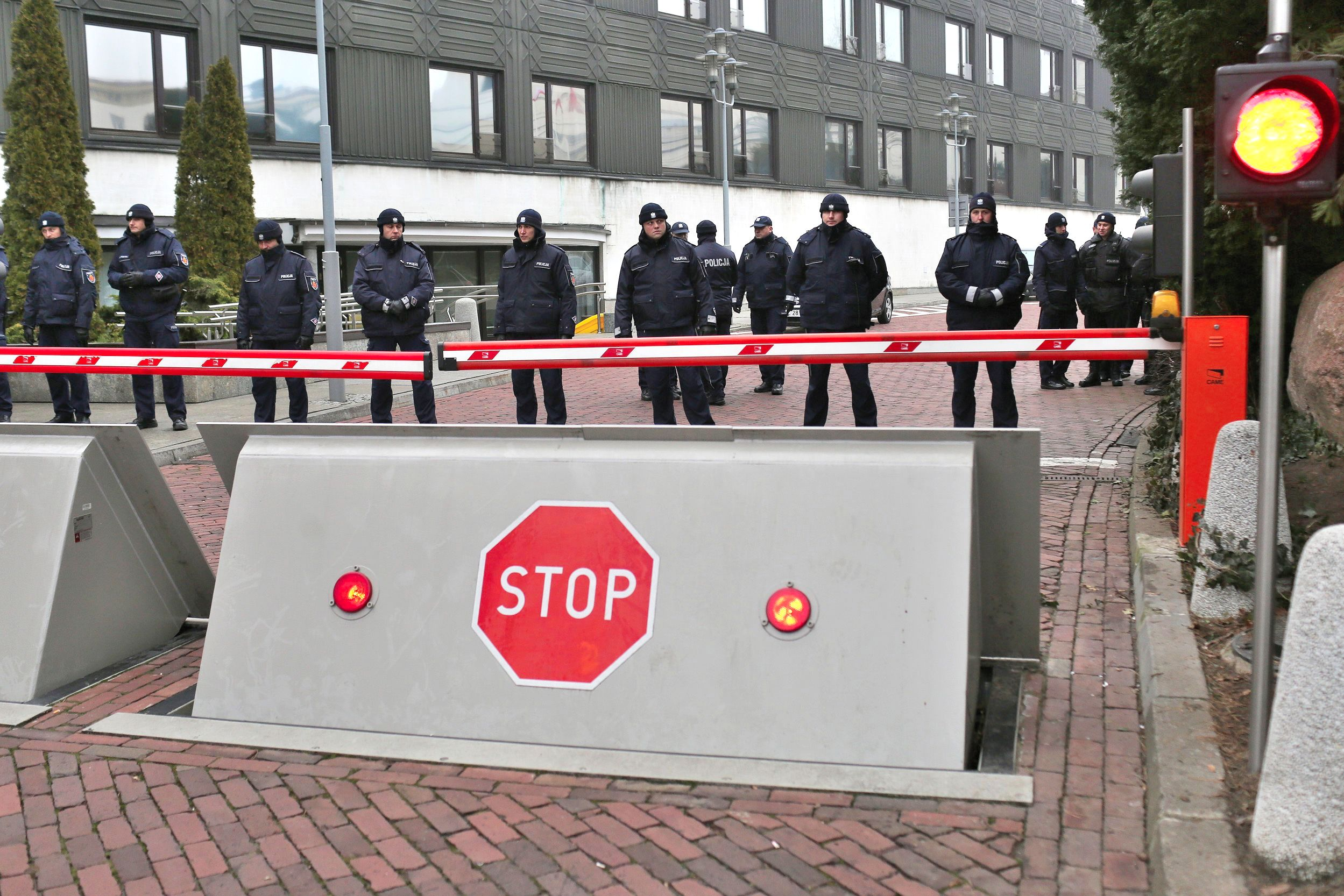
Brama wjazdowa na teren kompleksu Sejmu przy budynku H, ul. Wiejska, 17 grudnia 2016

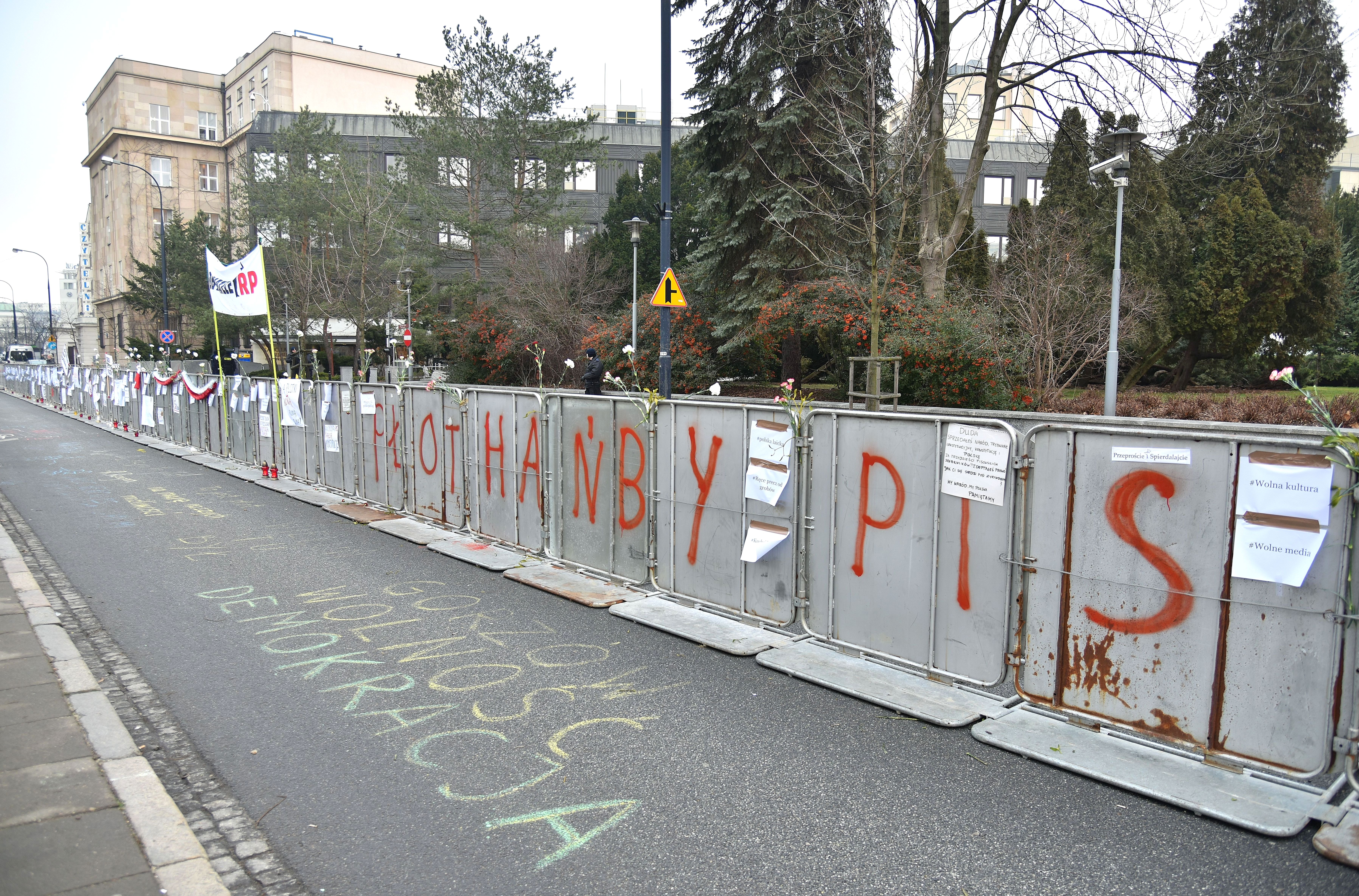
Płot ustawiony na środku ul. Wiejskiej z widocznymi kartkami i plakatami krytykującymi politykę rządu, 21 grudnia 2016

Kryzys sejmowy w Polsce – kryzys polityczny, który rozpoczął się 16 grudnia 2016, a zakończył się 12 stycznia 2017 w związku z próbą wprowadzenia zmian w organizacji pracy dziennikarzy w kompleksie budynków Sejmu i wykluczeniem z 33. posiedzenia Sejmu VIII kadencji posła Michała Szczerby.
Część posłów opozycji zablokowała mównicę w Sali Posiedzeń Sejmu i kontynuowała tam protest po zamknięciu posiedzenia. W Warszawie oraz innych miastach Polski odbyły się uliczne manifestacje.

## Przyczyny
19 listopada 2016, z inicjatywy Press Club Polska, został złożony list do Marszałka Sejmu w sprawie planów ograniczania obecności dziennikarzy w Sejmie. List podpisało 28 szefów redakcji.
14 grudnia 2016 Biuro Prasowe Kancelarii Sejmu opublikowało informację na temat zmian w organizacji pracy dziennikarzy w Sejmie. Zmiany miały polegać m.in. na:
- przeniesieniu pracy mediów do nowego Centrum Medialnego w budynku F, oddalonego o 150 m od głównego budynku Sejmu (dziennikarze mieliby nieograniczony dostęp do Centrum Medialnego);
- ograniczenie nagrywania i fotografowania relacji z obrad Sejmu i obrad komisji sejmowych tylko do czasu ich trwania – zakaz nagrywania parlamentarzystów przed lub po zakończeniu obrad;
- utworzeniu w budynku Sejmu jednego miejsca dla stacji telewizyjnych do prowadzenia relacji „na żywo” oraz nagrywania do późniejszej emisji (które dziennikarze musieliby rezerwować);
- ograniczeniu liczby korespondentów sejmowych do dwóch na redakcję (dziennikarze mieliby pracować na zmiany)[4].

Propozycje Biura Prasowego Kancelarii Sejmu spotkały się z krytyką wielu dziennikarzy. 16 grudnia 2016, z inicjatywy Press Club Polska, większość redakcji informacyjnych włączyła się w akcję „Dzień bez polityków”, polegającą na bojkocie polityków na swoich łamach i antenach. Wzięły w nim udział m.in. stacje telewizyjne TVN24, Polsat News i Superstacja oraz radiowe RMF FM, Radio Zet i Tok FM. Zdjęcia polityków zostały zamazane m.in. w „Fakcie” oraz w portalu Gazeta.pl. Do akcji przyłączyły się też m.in. Onet.pl, Wirtualna Polska, „Rzeczpospolita”, „Super Express” i „Dziennik Gazeta Prawna”.

## Przebieg

### 33. posiedzenie Sejmu
16 grudnia 2016, podczas 33. posiedzenia Sejmu VIII kadencji, w trakcie trzeciego czytania ustawy budżetowej na rok 2017, poseł Platformy Obywatelskiej Michał Szczerba, który zgłosił się do zabrania głosu w sprawie poprawki dotyczącej finansowania orkiestry Sinfonia Varsovia, został wykluczony z obrad przez Marszałka Sejmu Marka Kuchcińskiego. Powodem miało być zakłócanie pracy izby (Szczerba wyszedł na mównicę z kartką z hasztagiem #WolneMediawSejmie). W reakcji na to wydarzenie grupa posłów PO i Nowoczesnej zablokowała mównicę w Sali Posiedzeń Sejmu.
Po ogłoszeniu przerwy w obradach, prezes Prawa i Sprawiedliwości Jarosław Kaczyński zarządził posiedzenie klubu w Sali Kolumnowej. Po jego zakończeniu ogłoszono decyzję marszałka Marka Kuchcińskiego o kontynuowaniu tam 33. posiedzenia. Do Sali Kolumnowej nie zostali wpuszczeni przedstawiciele mediów, posłom opozycji uniemożliwiono zgłaszanie wniosków formalnych, zastawiając krzesłami przejście w głąb sali i nie dopuszczając ich do głosu, a poprawki do ustawy budżetowej na 2017 rok przegłosowano blokami. Część posłów Prawa i Sprawiedliwości podpisała listy obecności już po zamknięciu posiedzenia, chociaż zgodnie z art. 7 regulaminu Sejmu obecność posła na posiedzeniu Sejmu jest potwierdzana na liście obecności wykładanej każdego dnia posiedzenia do czasu zakończenia obrad oraz poprzez potwierdzony wydrukami udział w głosowaniach. Głosowano przez podniesienie ręki, a głosy były liczone ręcznie przez posłów sekretarzy z PiS. Przeprowadzono 23 głosowania dotyczące 8 ustaw, w tym m.in. ustawy o zmianie ustawy o ochronie przyrody oraz ustawy o lasach, nazwanej później „lex Szyszko”. Ustawę budżetową na rok 2017 uchwalono ok. godziny 22.00 głosami 234 posłów przy 2 głosach przeciw. Zdaniem posłów opozycji w Sali Kolumnowej nie było kworum, więc obrady były nielegalne a głosowania – nieważne.
Przed północą uczestnicy manifestacji odbywającej się przed Sejmem zaczęli blokować wyjścia z kompleksu parlamentu. Protestujący m.in. starali się zablokować samochody, którymi ok. 3.00 nad ranem 17 grudnia 2016 opuszczali Sejm Jarosław Kaczyński i Beata Szydło. Doszło do starć z policją.
P.o. Szefa Kancelarii Sejmu Agnieszka Kaczmarska w opublikowanej 18 grudnia 2016 na stronach Sejmu notatce poinformowała, że posiedzenie w Sali Kolumnowej zostało przeprowadzone przy zachowaniu wymogów konstytucyjnych i regulaminowych. 20 grudnia 2016, podczas konferencji prasowej Jarosława Kaczyńskiego, Beaty Szydło, Marka Kuchcińskiego, Stanisława Karczewskiego i Ryszarda Terleckiego, wyjaśnienia w tej sprawie z taką samą konkluzją przedstawił Marszałek Sejmu Marek Kuchciński.
20 grudnia 2016 Senat odrzucił wnioski PO, aby nie procedować ustaw przyjętych przez Sejm podczas 33. posiedzenia w Sali Kolumnowej. 5 stycznia 2017 Kancelaria Sejmu opublikowała trzy opinie prawne dotyczące zgodności z Konstytucją RP i Regulaminem Sejmu kontynuacji 33. posiedzenia Sejmu w Sali Kolumnowej.

### Protest posłów opozycji w budynku Sejmu
17 grudnia Marszałek Sejmu Marek Kuchciński zakazał dziennikarzom wstępu do Sejmu. Zakaz został uchylony 20 grudnia 2016. Tego samego dnia posłowie PSL wycofali się z uczestnictwa w proteście.
22 grudnia 2016 posłowie PO i Nowoczesnej zapowiedzieli, że będą kontynuowali swój rozpoczęty 16 grudnia protest w Sali Posiedzeń Sejmu również w czasie Świąt Bożego Narodzenia do 11 stycznia, tj. do 34. posiedzenia Sejmu. We wspólnym oświadczeniu napisali m.in., że nie zgadzają się na zastraszanie posłów, niszczenie parlamentaryzmu i trójpodziału władzy oraz bezprawne uchwalanie budżetu.
24 grudnia 2016 grupa posłów obu partii zorganizowała w gmachu Sejmu Wigilię, a wieczorem pod Sejm przyszło kilkaset osób, aby wyrazić swoją solidarność z opozycją. Sejmowy protest w Święta Bożego Narodzenia skrytykowali arcybiskup metropolita warszawski Kazimierz Nycz, biskup diecezjalny warszawsko-praski Henryk Hoser i arcybiskup metropolita gdański Sławoj Leszek Głódź.
5 stycznia 2017 Kancelaria Sejmu opublikowała cztery opinie prawne dotyczące konsekwencji blokowania obrad Sejmu i możliwości przywrócenia porządku w Sali Posiedzeń.
11 stycznia 2017 przewodniczący Nowoczesnej Ryszard Petru zapowiedział wycofanie się jego partii z protestu.
12 stycznia 2017 przewodniczący PO Grzegorz Schetyna poinformował, że jego partia zawiesza protest w Sejmie i składa wniosek o odwołanie marszałka Sejmu Marka Kuchcińskiego. We wniosku PO zarzuciła Markowi Kuchcińskiemu m.in. prowadzenie obrad w Sali Kolumnowej przy braku kworum i złamanie zasady trzech czytań. Wniosek został odrzucony na 36. posiedzeniu Sejmu 22 lutego 2017. Za wnioskiem głosowało 174 posłów, przeciw 241 a 24 wstrzymało się od głosu.

### Protesty uliczne

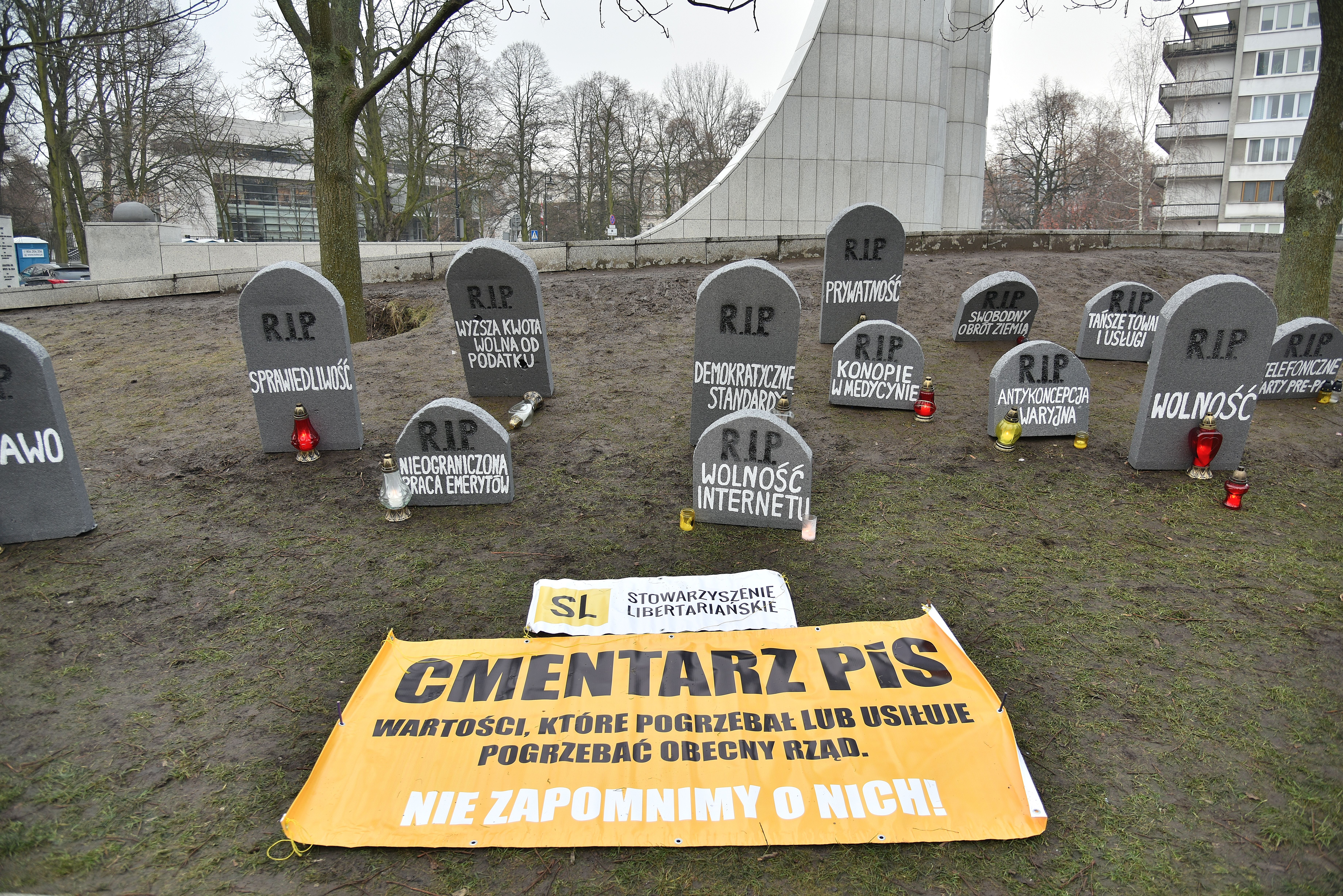
Instalacja „Cmentarz PiS – wartości, które pogrzebał lub usiłuje pogrzebać obecny rząd” naprzeciwko budynków C-D Sejmu, 21 grudnia 2016

16 grudnia 2016 przed kompleksem budynków Sejmu Komitet Obrony Demokracji (KOD) zorganizował manifestację. Protesty odbyły się także przed Pałacem Prezydenckim. Tego samego dnia doszło do protestów w innych miastach Polski, m.in. w Poznaniu, Krakowie, Szczecinie, Gdańsku, Katowicach, Olsztynie, Płocku, Kielcach, Gdyni i we Wrocławiu.
17 grudnia 2016 przed Pałacem Prezydenckim odbyła się kontrmanifestacja zorganizowana przez Kluby „Gazety Polskiej”, przeprowadzona pod hasłem „obrony demokracji” w wyrazie poparcia rządzącej partii.
W nocy z 19 na 20 grudnia 2016 na środku ul. Wiejskiej ustawiono płot, który miał oddzielać protestujących od gmachu parlamentu. Płot ustawiła stołeczna policja na prośbę Straży Marszałkowskiej. Pojawiły się na nim dziesiątki kartek i plakatów krytykujących politykę rządu. Płot zdemontowano 21 grudnia 2016. W nocy z 20 na 21 grudnia na skwerze przy pomniku Armii Krajowej i Polskiego Państwa Podziemnego naprzeciwko budynków C-D Sejmu ustawiono instalację „Cmentarz wartości, które pogrzebał lub usiłuje pogrzebać obecny rząd”.
31 grudnia 2016 pod gmachem Sejmu zebrało się kilkaset osób, aby powitać wspólnie Nowy Rok.

## Reakcje

### Reakcje władz w Polsce
Zarówno prezydent RP Andrzej Duda, jak i premier Beata Szydło wystąpili publicznie w sprawie wydarzeń. Prezydent zaoferował pomoc w rozwiązaniu sporu. Spotkał się z liderami opozycji, a także prezesem PiS i Marszałkiem Sejmu. Wystąpił także o ekspertyzy prawne dotyczące spornej części 33. posiedzenia Sejmu.
Prezes Prawa i Sprawiedliwości Jarosław Kaczyński określił działania opozycji jako „próbę puczu”.
20 grudnia 2016 śledztwo w sprawie „szeregu zdarzeń mających miejsce na terenie Sejmu i w jego najbliższej okolicy” wszczęła Prokuratura Okręgowa w Warszawie. 18 stycznia 2017 stołeczna policja opublikowała wizerunki 21 osób, w grudniu protestowały pod Sejmem. Minister spraw wewnętrznych i administracji poinformował, że odpowiedzą one za złamanie prawa, a w dniach 16–17 grudnia 2016 pod Sejmem doszło do „próby wywołania zamieszek”.
19 grudnia 2016 odbyło się spotkanie protestujących redakcji i organizacji dziennikarskich z Marszałkiem Senatu Stanisławem Karczewskim. W styczniu 2017 ostatecznie Kancelaria Sejmu wycofała się z projektu ograniczenia dostępu dziennikarzy do budynków Sejmu i Senatu, co było pierwotną przyczyną protestów.
Mimo trwającego trzy lata postępowania prokuratorskiego, do połowy grudnia 2019 organy prokuratury nie potwierdziły zasadności formułowanych przez Jarosława Kaczyńskiego oskarżeń o zaistnienie „puczu” i nikomu nie postawiły zarzutów dotyczących próby obalenia władzy (art. 127 kodeksu karnego).

### Śledztwo prokuratury
Zawiadomienie o możliwości popełnienia przestępstwa w związku z posiedzeniem w Sali Kolumnowej złożyły m.in. kluby PO i Nowoczesna. Wobec braku znamion czynu zabronionego Prokuratura Krajowa umorzyła śledztwo w sierpniu 2017 roku. W grudniu 2017 Sąd Okręgowy w Warszawie, rozpatrując zażalenie złożone przez posłów PO Michała Szczerbę i Cezarego Tomczyka, uchylił decyzję o umorzeniu postępowania i nakazał prokuraturze ponowne zbadanie sprawy.

### Reakcje międzynarodowe
Przewodniczący Rady Europejskiej Donald Tusk wystąpił publicznie w sprawie prób pozbawiania społeczeństwa dostępu do informacji.

### Relacje w mediach
Wydarzenia w Polsce były komentowane przez zagraniczne media, m.in.: The Guardian, BBC, The Daily Telegraph, Reuters, New York Times, Die Zeit i Tagesschau.

### Kara dla telewizji TVN
W grudniu 2017 Krajowa Rada Radiofonii i Telewizji nałożyła karę na telewizję TVN w wysokości 1 mln 479 tys. zł za sposób relacjonowania kryzysu w dniach 16–18 grudnia 2016 (m.in. za „propagowanie działań sprzecznych z prawem oraz sprzyjających zachowaniom zagrażających bezpieczeństwu” oraz „rezygnacji przez dziennikarzy TVN24 z przedstawienia widzom informacji o prawnej ocenie blokowania sali plenarnej Sejmu”). Rada oparła się na ekspertyzie wykonanej przez Hannę Karp z Wyższej Szkoły Kultury Społecznej i Medialnej w Toruniu. Była to najwyższa kara w historii KRRiTV. Po licznych protestach i interwencji m.in. ambasady USA, Krajowa Rada Radiofonii i Telewizji 10 stycznia 2018 wycofała się z kary dla TVN.

### Kryzys w kulturze masowej
- Film dokumentalny Pucz w reż. Ewy Świecińskiej (2017)[59][60].
- Pojawienie się w internecie (m.in. jako hasztag w serwisie społecznościowym Twitter) wyśmiewającego protest części opozycji określenia „Ciamajdan”[61][62][63], które przez Obserwatorium Językowe Uniwersytetu Warszawskiego zostało zdefiniowane jako „nieudana akcja polityczna skierowana przeciw władzy, np. protest antyrządowy”[64].